# James Ruggieri
James Thomas Ruggieri (* 12. Januar 1968 in Providence, Rhode Island) ist ein US-amerikanischer römisch-katholischer Geistlicher und Bischof von Portland.

## Leben
James Ruggieri trat in das Priesterseminar Our Lady of Providence ein und studierte Philosophie am  Providence College. Das Theologiestudium absolvierte er in Baltimore am St. Mary's Seminary & University und schloss seine Studien mit dem Master of Divinity ab. Am 23. April 1994 spendete ihm der Bischof von Portland, Joseph John Gerry OSB, in der Seminarkapelle des Saint Mary Seminary in Baltimore die Diakonenweihe für das Bistum Providence; am 24. Juni 1995 empfing er durch den Bischof von Providence, Louis Edward Gelineau, das Sakrament der Priesterweihe.
Nach der Priesterweihe war er in verschiedenen Gemeinden in der Pfarrseelsorge tätig, zuletzt ab 2021 in der Pfarrei Saint Michael in Providence.
Papst Franziskus ernannte ihn am 13. Februar 2024 zum Bischof von Portland. Der Erzbischof von Boston, Seán Patrick Kardinal O’Malley OFMCap, spendete ihm am 7. Mai desselben Jahres in der Kathedrale von Portland die Bischofsweihe. Mitkonsekratoren waren sein Amtsvorgänger Robert Deeley und der Bischof von Providence, Richard Henning.